# Železný půlměsíc
Železný půlměsíc, známý také jako Gallipolská hvězda, byl osmanské válečné vyznamenání. Založil ho 1. března 1915 sultán Mehmed V. Vyznamenání bylo udělováno za udatnost v boji tureckým vojákům a jejich spojencům účastnících se především bojů na osmanském území. Vyznamenání zaniklo s pádem Osmanské říše v roce 1922, avšak již od podepsání příměří s Dohodovými silami 31. října 1918 nebylo uděleno.

## Vzhled vyznamenání
Odznakem je červeně smaltovaná pěticípá hvězda se stříbrným lemem, zakončená kuličkami. Uprostřed je položen stříbrný půlměsíc otevřenou stranou nahoru. Uvnitř něj je pak tugra – iniciály sultána – Mehmeta V. a letopočet 1333 (islámského kalendáře, tedy 1915 gregoriánského). Existuje několik variant hvězd, které se liší svou velikostí (53 - 68 mm) či materiálem (bronz, pocínovaná ocel, stříbro, železo, hliník, mosaz).
Stuha červená s bílými postranními pruhy pro vojáky. Pro nevojáky jsou barvy obráceně.
K vyznamenání patřily i spony, které měly tvar stříbrného rovnoběžníku. V něm byl pak červený arabský nápis kampaně, které se vyznamenaný účastnil (byly to např. tyto - bitva o Gallipoli, bitva o Gazu, suezská ofenzíva, obléhání Kutu).